# Сэвидж, Ричард
Ричард Сэвидж (англ. Richard Savage; 1698—1743) — английский поэт, сатирик, драматург, незаконный сын графини Макклсфилд и лорда Риверса.

## Биография

### Ранние годы
Был отдан бедной кормилице, которой воспитывался как её сын; поступил в учение к сапожнику и только после смерти кормилицы узнал тайну своего происхождения. Тщетно умолял он свою мать о признании; ненависть графини к Сэвиджу была так велика, что когда Сэвидж приговорён был к смерти за убийство в нетрезвом виде, она старалась препятствовать помилованию его, но безуспешно. Как поэт Сэвидж отличается богатством фантазии и оригинальностью творчества, что особенно проявляется в его стихотворениях «The Wanderer» и «The Bastard»; в последнем Сэвидж в ярких образах изложил историю своей жизни. Полное собрание сочинений Сэвиджа появилось в 1775 году. Жизнь Сэвиджа, умершего в долговой тюрьме, послужила Гуцкову сюжетом для драмы.
В ночь на 10 января 1743 года Сэвидж был арестован за долг в восемь фунтов и заключен в отсек для должников бристольской тюрьмы Ньюгейт. Он умер там 1 августа 1743 года, вероятно, от печеночной недостаточности, вызванной пьянством.